# Yuri Romanò
Yuri Romanò (ur. 26 lipca 1997 w Monzy) – włoski siatkarz, reprezentant Włoch, grający na pozycji atakującego.
Jego mama Morena była w przeszłości siatkarką. Studiuje ekonomię.
W 2016 roku zajął 4. miejsce na Mistrzostwach Europy Juniorów, a 9. miejsce na Mistrzostwach Świata Juniorów w 2017 roku.

## Sukcesy klubowe
Puchar Włoch:
- 2023[4]

Serie A1:
- 2023[5]

## Sukcesy reprezentacyjne
Letnia Uniwersjada:
- 2019[6]

Mistrzostwa Europy:
- 2021[7]
- 2023[8]

Mistrzostwa Świata:
- 2022[9]

Liga Narodów:
- 2025[10]